# Liste des épisodes de Fan Club
 (avril 2024).
Si vous disposez d'ouvrages ou d'articles de référence ou si vous connaissez des sites web de qualité traitant du thème abordé ici, merci de compléter l'article en donnant les références utiles à sa vérifiabilité et en les liant à la section « Notes et références ».
Cet article présente la liste des épisodes de la série télévisée québécoise Fan Club dans l’ordre de la première diffusion.

## 1resaison(2008–2009)
Diffusée sur VRAK.TV de 2008 à 2009.
1. Guy Jodoin
2. Garou
3. Mariloup Wolfe
4. Stéphane Bellavance
5. Joël Legendre
6. Sophie Cadieux
7. Jean-François Baril
8. Annie Villeneuve
9. Benoit Gagnon
10. Frank vs Girard
11. Claude Legault
12. Gildor Roy
13. Sylvie Moreau
14. Réal Béland
15. Alexandre Morais
16. Pierre Brassard
17. Patrice L'Écuyer
18. Le Père Noël
19. Véronique Cloutier
20. Mathieu Gaudet
21. Éric Salvail
22. Émily Bégin
23. Bruno Blanchet
24. Jonathan Painchaud
25. Chéli
26. Antoine Mongrain
27. Prof d'école
28. Marianne Moisan
29. Alex Perron
30. Michel Laperrière
31. Dominic Philie
32. Ricardo Larrivée
33. Herby Moreau
34. Roxanne Boulianne
35. Stéphane Crête
36. Sébastien Benoît
37. Michel Bergeron
38. François-Xavier Dufour
39. Stéphane Archambault
40. Réal Béland
41. Julien et Jérémy

## 2esaison(2009–2010)
Diffusée sur VRAK.TV de 2009 à 2010.
1. Roxanne Boulianne
2. Antoine Mongrain
3. Jean Leloup
4. Les 3 Accords
5. Stéphane Fallu
6. Annie Dufresne
7. Julien Poulin
8. Alexandre Barrette
9. Koriass
10. Xavier Morin-Lefort
11. Mario Jean
12. Virginie Coossa
13. David Jalbert
14. Guillaume Lemay-Thivierge
15. Ima
16. Dumas
17. Louis Morissette
18. Cathy Gauthier
19. Patrick Groulx
20. Gildor Roy
21. Marc Gagnon
22. François Arnaud
23. Boom Desjardins
24. Antoine L'Écuyer
25. Rémi-Pierre Paquin
26. Annie Brocoli
27. Joël Bouchard
28. Bruno Marcil
29. Jocelyn Blanchard
30. Justiciers masqués
31. Steve Veilleux
32. Billy Tellier
33. Stefie Shock
34. Martin Brouillard
35. Mirianne Brûlé
36. Gino Chouinard
37. Dominic Paquet
38. Dominic Arpin
39. Mike Ward

## 3esaison(2010–2011)
Diffusée sur VRAK.TV de 2010 à 2011.
1. Claude Poirier
2. Sébastien Buemi
3. Marie-Mai
4. K.Maro
5. François Arnaud
6. Hugo Girard
7. Stéphanie Crête-Blais
8. Jonas Brothers
9. Duke Squad
10. Joannie Rochette
11. Sophie Vaillancourt
12. Eric Paulhus
13. Annie Larouche
14. Les Grandes Gueules
15. Hélène Florent
16. Denise Filiatrault
17. Down with Webster
18. Rachid Badouri Spécial Noël 1 (24 décembre 2010)
19. Gregory Charles Spécial Noël 2 (24 décembre 2010)
20. Chantal Machabée
21. Aliocha Schneider
22. Bobby Bazini
23. Marie-Mai
24. Justin Bieber
25. Joey Scarpellino
26. Éric Lapointe
27. Tournoi de hockey Pee-Wee de Québec (2011)
28. Le Banquier (Julie Snyder & Maripier Morin)
29. Jean-Philippe Leguellec
30. Mathieu Lavallée
31. Marc Hervieux
32. Laurent Paquin
33. Pascal Morrissette
34. Stéphane Bellavance
35. Véronique Cloutier
36. Pier-Luc Funk
37. Roxanne Boulianne
38. Nico Archambault

## 4esaison(2011-2012)
Diffusée sur VRAK.TV du 3 septembre 2011 au 12 mai 2012
- Cette saison contient un total de 35 épisodes.
- À partir de cette 4e saison, Caroline Gendron devient la coanimatrice au côté de Yan England. Elle remplace donc Magalie Lépine-Blondeau à la suite de son départ à la fin de la 3e saison.

| №  | Titre de l’épisode                      | Première diffusion |
| -- | --------------------------------------- | ------------------ |
| 1  | Marie-Soleil Dion                       | 3 septembre 2011   |
| 2  | Kaïn                                    | 10 septembre 2011  |
| 3  | Bianca Gervais                          | 17 septembre 2011  |
| 4  | Kim St-Pierre et Caroline Ouellette     | 24 septembre 2011  |
| 5  | Pierre Hébert                           | 1er octobre 2011   |
| 6  | Marie-Claude Savard                     | 8 octobre 2011     |
| 7  | Claude Meunier                          | 15 octobre 2011    |
| 8  | Davy Boisvert                           | 22 octobre 2011    |
| 9  | William Deslauriers                     | 29 octobre 2011    |
| 10 | Alexandre Morais                        | 5 novembre 2011    |
| 11 | Frédérique Dufort                       | 12 novembre 2011   |
| 12 | Émilie Heymans et Jennifer Abel         | 19 novembre 2011   |
| 13 | Joannie Rochette                        | 26 novembre 2011   |
| 14 | Maxime Landry et Jacob                  | 3 décembre 2011    |
| 15 | Ron Fournier                            | 10 décembre 2011   |
| 16 | Spécial Grenade                         | 17 décembre 2011   |
| 17 | Spécial Noël avec Selena Gomez          | 24 décembre 2011   |
| 18 | Spécial Nouvel An                       | 14 janvier 2012    |
| 19 | Alexandre Barrette                      | 21 janvier 2012    |
| 20 | Vincent C.                              | 28 janvier 2012    |
| 21 | Julie St-Pierre                         | 4 février 2012     |
| 22 | Spécial St-Valentin (Cody Simpson)      | 11 février 2012    |
| 23 | Emmy de Mixmania2                       | 18 février 2012    |
| 24 | Johanne (Bart Simpson) Léveillée        | 25 février 2012    |
| 25 | Vincent Vallières                       | 3 mars 2012        |
| 26 | Tammy Verge                             | 10 mars 2012       |
| 27 | Catherine Brunet                        | 17 mars 2012       |
| 28 | Lars Eller                              | 24 mars 2012       |
| 29 | Lise Dion                               | 31 mars 2012       |
| 30 | Sophie Cadieux                          | 7 avril 2012       |
| 31 | Théâtre Denise-Pelletier (Éric Paulhus) | 14 avril 2012      |
| 32 | Jean-Michel Anctil                      | 21 avril 2012      |
| 33 | Anne Dorval                             | 28 avril 2012      |
| 34 | The Wanted                              | 5 mai 2012         |
| 35 | Billy Tellier                           | 12 mai 2012        |

## 5esaison(2012–2013)
Diffusée sur VRAK.TV de 2012 à 2013
- Cette saison contiendra un total de 26 épisodes.
- Tout au long de la saison William Cloutier et Amélie St-Onge de Mixmania³ seront chroniqueurs et réaliseront des entrevues avec des personnalités de la scène artistique

| №  | Titre de l’épisode                       | Première diffusion |
| -- | ---------------------------------------- | ------------------ |
| 1  | One Direction                            | 31 août 2012       |
| 2  | Adam Lambert                             | 7 septembre 2012   |
| 3  | Carly Rae Jepsen                         | 14 septembre 2012  |
| 4  | Marie-Chantal Perron                     | 21 septembre 2012  |
| 5  | Messmer                                  | 28 septembre 2012  |
| 6  | Gabriel Forest-Bergeron de Mixmania³     | 5 octobre 2012     |
| 7  | Pascal Morrissette                       | 12 octobre 2012    |
| 8  | Big Time Rush                            | 19 octobre 2012    |
| 9  | Spécial Halloween : Ricardo              | 26 octobre 2012    |
| 10 | Julie Le Breton                          | 2 novembre 2012    |
| 11 | Brigitte Boisjoli                        | 9 novembre 2012    |
| 12 | Jean Airoldi                             | 16 novembre 2012   |
| 13 | Pierre Hébert                            | 23 novembre 2012   |
| 14 | Orchestre symphonique de Montréal        | 11 janvier 2013    |
| 15 | Rosalie Filion-Thériault de Mixmania³    | 18 janvier 2013    |
| 16 | Mike Lee                                 | 25 janvier 2013    |
| 17 | Stéphane Rousseau                        | 1er février 2013   |
| 18 | Olivier Dion                             | 8 février 2013     |
| 19 | Éric Salvail                             | 15 février 2013    |
| 20 | Andrée-Anne Leclerc                      | 22 février 2013    |
| 21 | Yan England aux Oscars                   | 1er mars 2013      |
| 22 | Élise Guilbault                          | 8 mars 2013        |
| 23 | Maxime-Olivier Potvin (MOP de Mixmania³) | 15 mars 2013       |
| 24 | Alexandre Barrette                       | 22 mars 2013       |
| 25 | Les Appendices                           | 29 mars 2013       |
| 26 | Antoine Sicotte                          | 5 avril 2013       |

## 6esaison(2013-2014)
- Diffusée sur VRAK.TV du 30 août 2013 au 12 avril 2014

| №  | Titre de l’épisode                   | Première diffusion |
| -- | ------------------------------------ | ------------------ |
| 1  | William Deslauriers                  | 30 août 2013       |
| 2  | Ke$ha et Raphaël Grenier-Benoît      | 6 septembre 2013   |
| 3  | François Lachance                    | 13 septembre 2013  |
| 4  | Valérie Carpentier et Oui surf       | 20 septembre 2013  |
| 5  | Jean-Marc Couture et Mélissa Bédard  | 27 septembre 2013  |
| 6  | Alex Harvey                          | 4 octobre 2013     |
| 7  | Charlotte Cardin-Goyer               | 11 octobre 2013    |
| 8  | Les Bobos                            | 18 octobre 2013    |
| 9  | William Cloutier (Spécial Halloween) | 25 octobre 2013    |
| 10 | Owl City                             | 1er novembre 2013  |
| 11 | Frédérique Dufort                    | 8 novembre 2013    |
| 12 | Maddie Gardner                       | 15 novembre 2013   |
| 13 | Philo Lirette                        | 22 novembre 2013   |
| 14 | Phil Laprise (Spécial Noël)          | 20 décembre 2013   |
| 15 | Sébastien Kfoury                     | 11 janvier 2014    |
| 16 | Louise Labrecque                     | 18 janvier 2014    |
| 17 | Anne-France Goldwater                | 25 janvier 2014    |
| 18 | Anaïs Favron                         | 1er février 2014   |
| 19 | Patrice Demers                       | 8 février 2014     |
| 20 | Le groupe Blé                        | 15 février 2014    |
| 21 | L'appart du 5e                       | 22 février 2014    |
| 22 | Marie-Christine Lavoie               | 1er mars 2014      |
| 23 | Geneviève Dorion-Coupal              | 8 mars 2014        |
| 24 | Phil Casabon                         | 15 mars 2014       |
| 25 | Véronique Dicaire                    | 22 mars 2014       |
| 26 | Anouk Meunier                        | 29 mars 2014       |
| 27 | Patrick Senécal                      | 5 avril 2014       |
| 28 | Les meilleurs moments                | 12 avril 2014      |